# Misthoorn

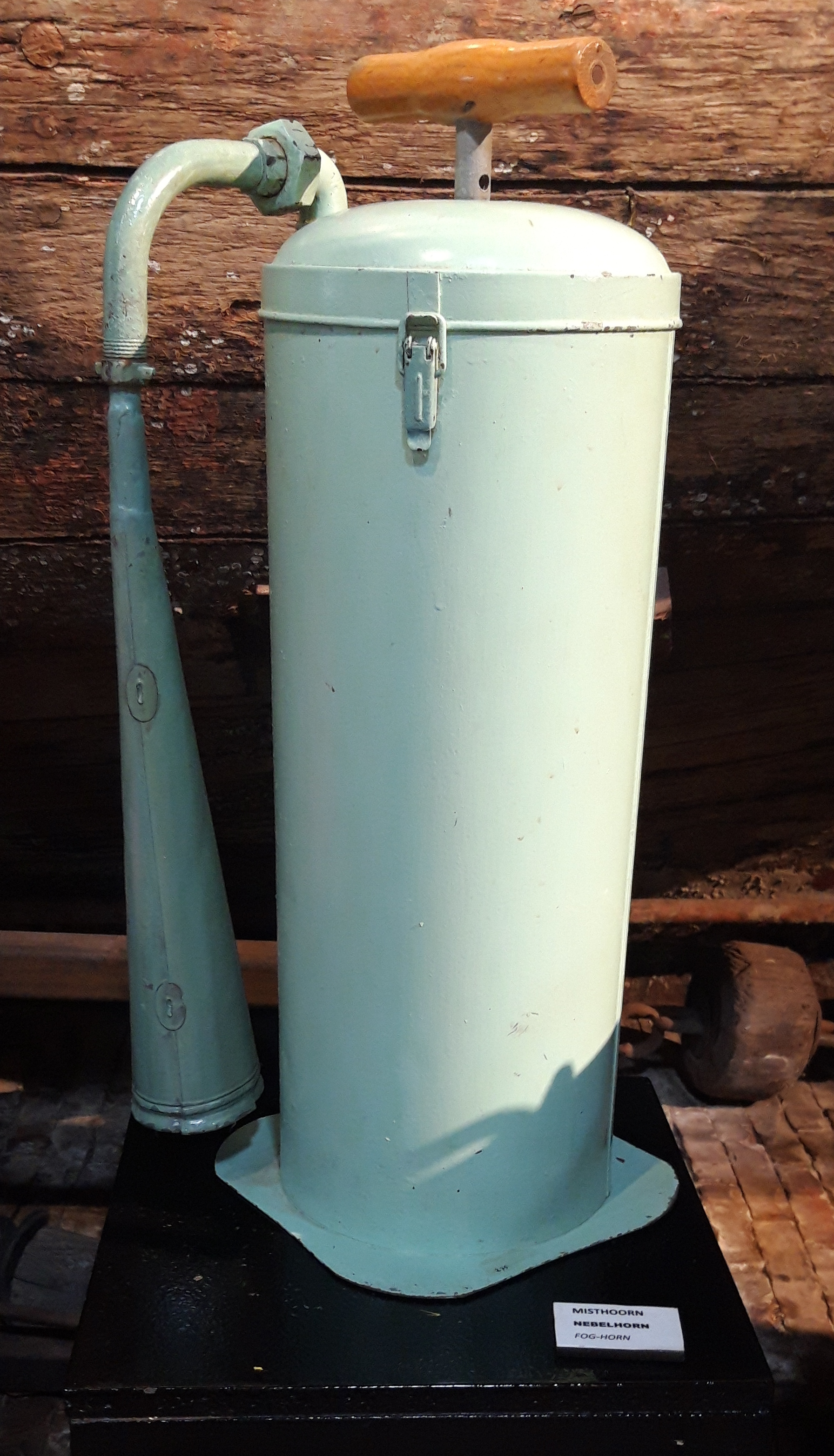
Met een handpomp bediende misthoorn. Visserijmuseum Zoutkamp

Een misthoorn (soms ook: nautofoon) is een akoestisch hulpmiddel voor de navigatie op zee. Een misthoorn produceert met een bepaalde regelmaat een luid waarschuwingssignaal, dat van verre te horen is.
Misthoorns worden gebruikt in weersomstandigheden waarbij het zicht op zee slecht is en vuurtorens, obstakels (zoals rotsen en kapen) en schepen niet visueel kunnen worden waargenomen. Men vindt misthoorns vaak nabij of op vuurtorens en aan boord van zeeschepen. Het geluid van een misthoorn heeft altijd een lage toonhoogte, omdat lage tonen door het menselijk oor op grotere afstand kunnen worden waargenomen dan hoge.
De werking van een misthoorn berust op het genereren van geluid door het tot trilling brengen van een luchtkolom. De wijze waarop die trilling wordt opgewekt kan verschillen. In met name oudere misthoorns wordt vaak het principe van de orgelpijp benut. In andere worden trillende platen gebruikt, zoals in een elektrische autoclaxon. Ook komt een methode voor waarbij lucht door gaten in een draaiende cilinder wordt geperst, net als in een sirene.
Voor de komst van de misthoorn werd gebruikgemaakt van klokken en kanonschoten, maar die waren lang niet zo effectief. De eerste misthoorn werd in 1859 opgesteld op Partridge Island, New Brunswick, Canada. Dit door stoom aangedreven apparaat was een uitvinding van Robert Foulis (1796-1866).

## Afbeeldingen

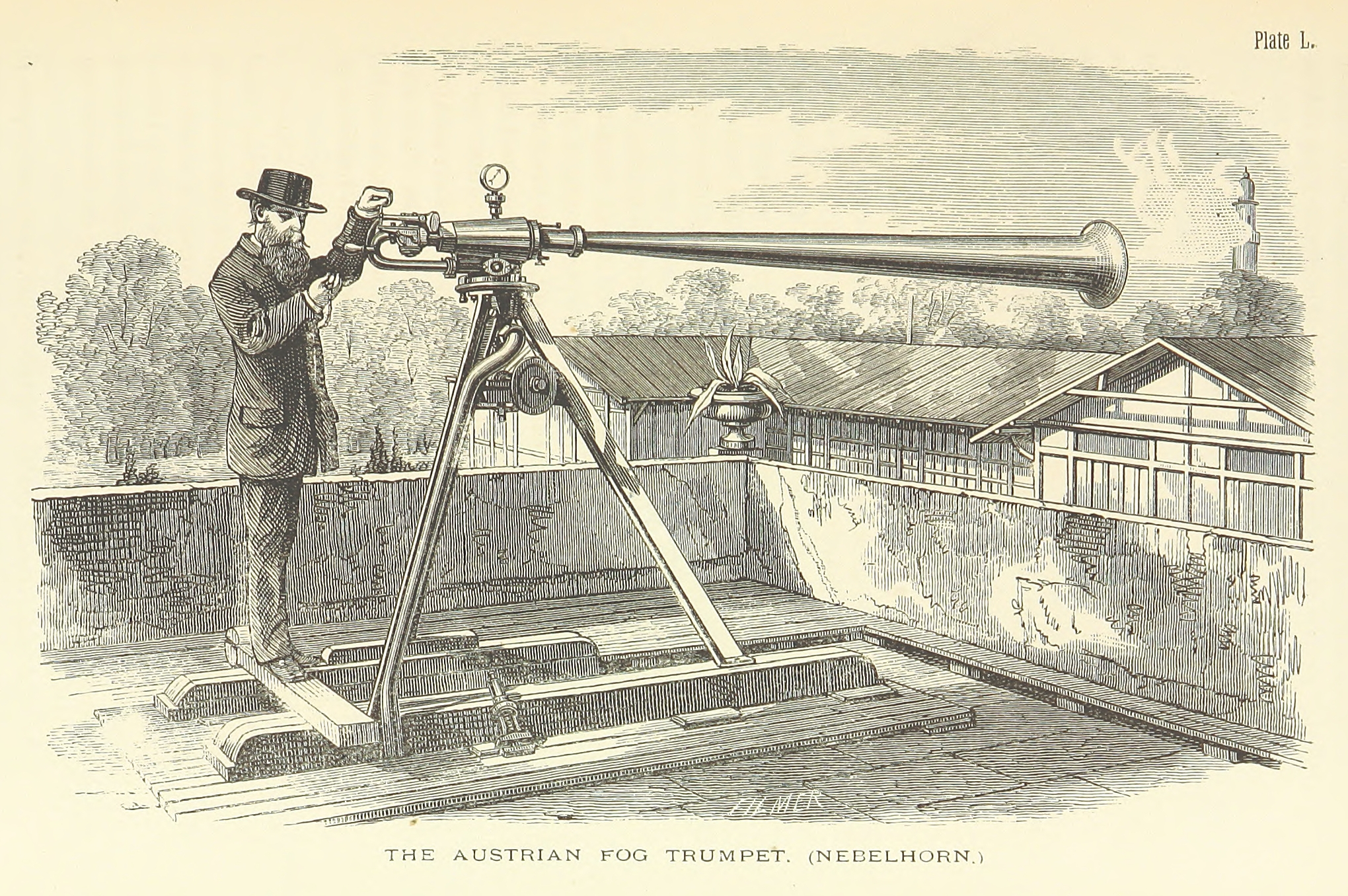
«Nebelhorn» (1870)
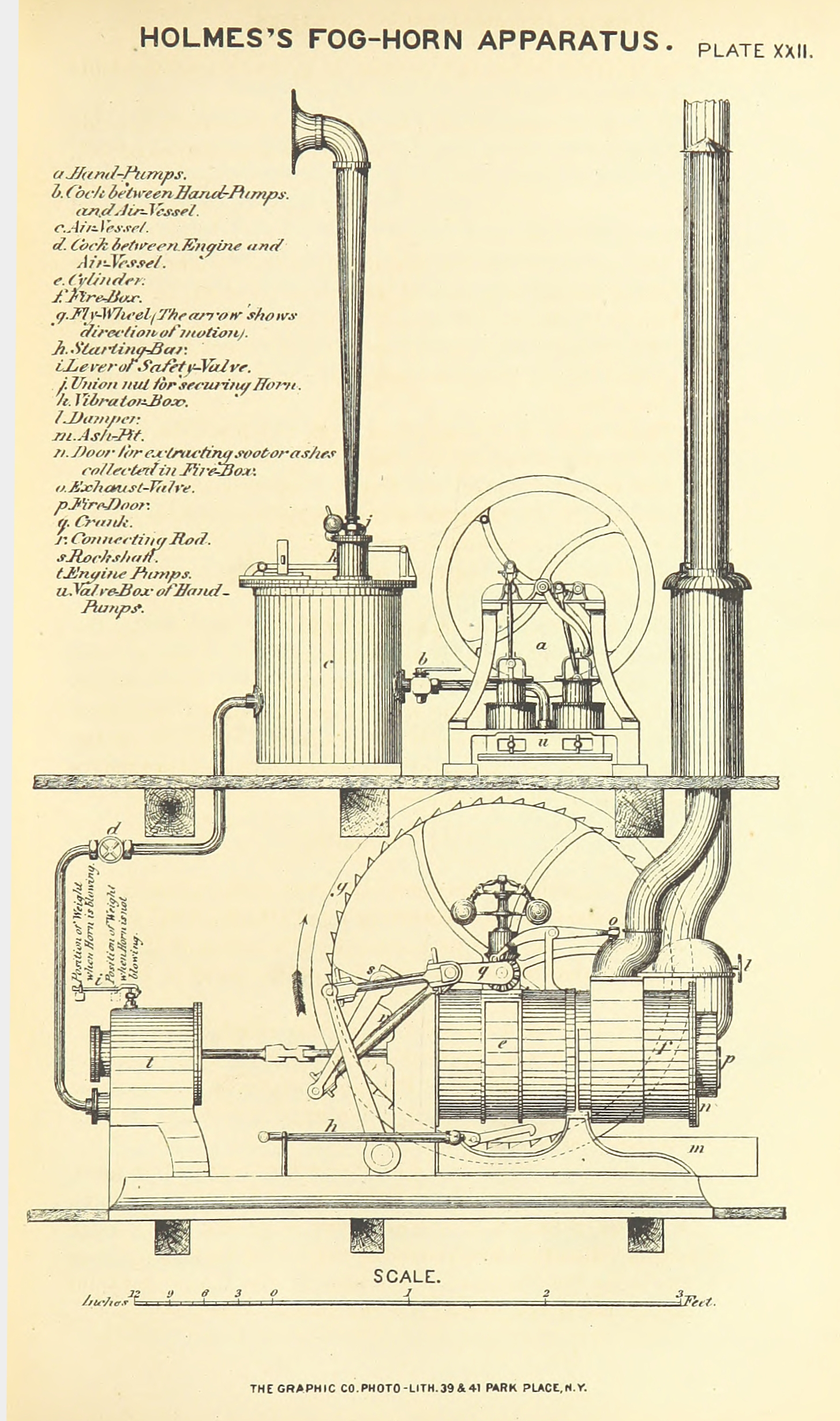
Holmes Fog-Horn (1870)
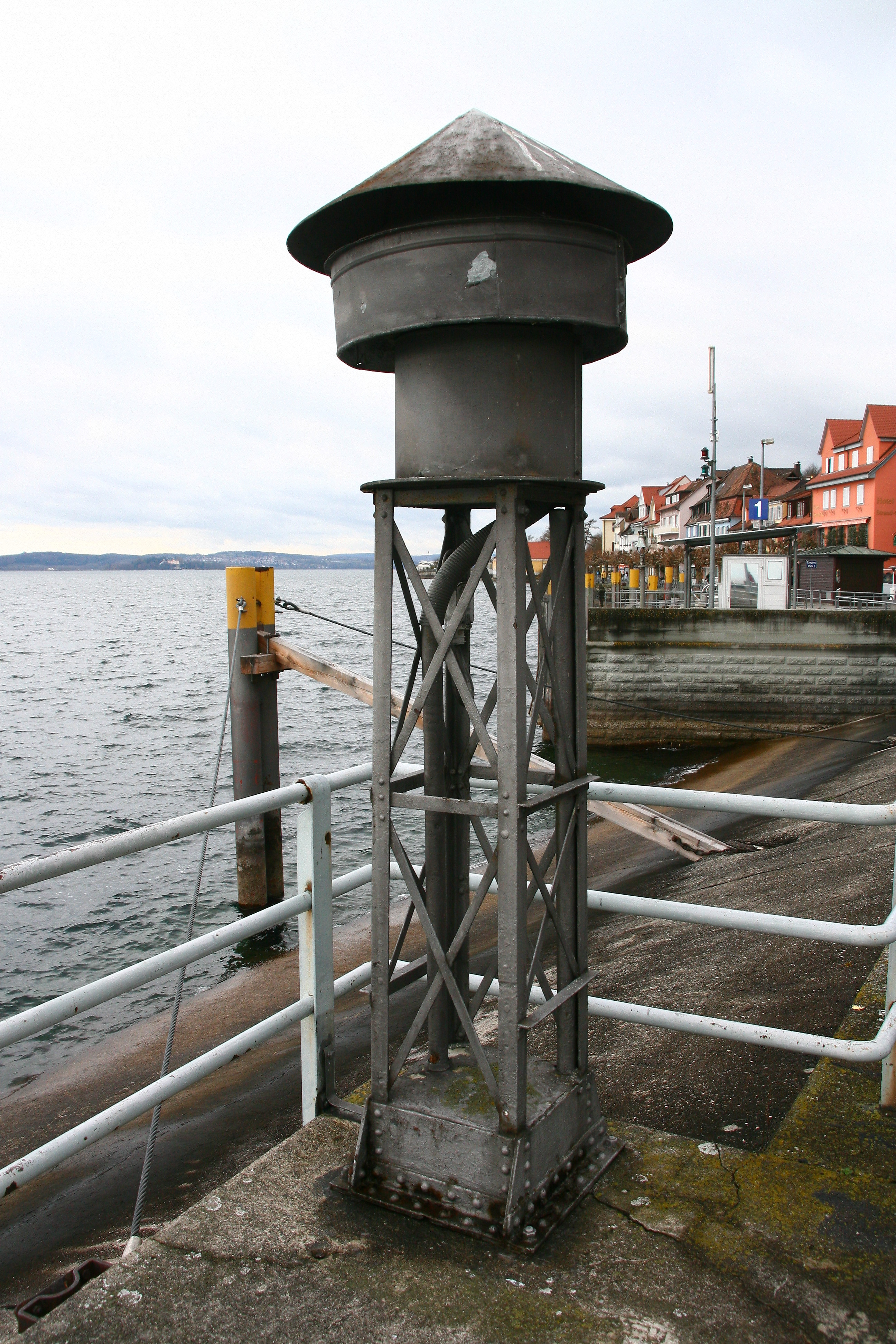
Misthoorn in Meersburg aan het Bodenmeer (2007)
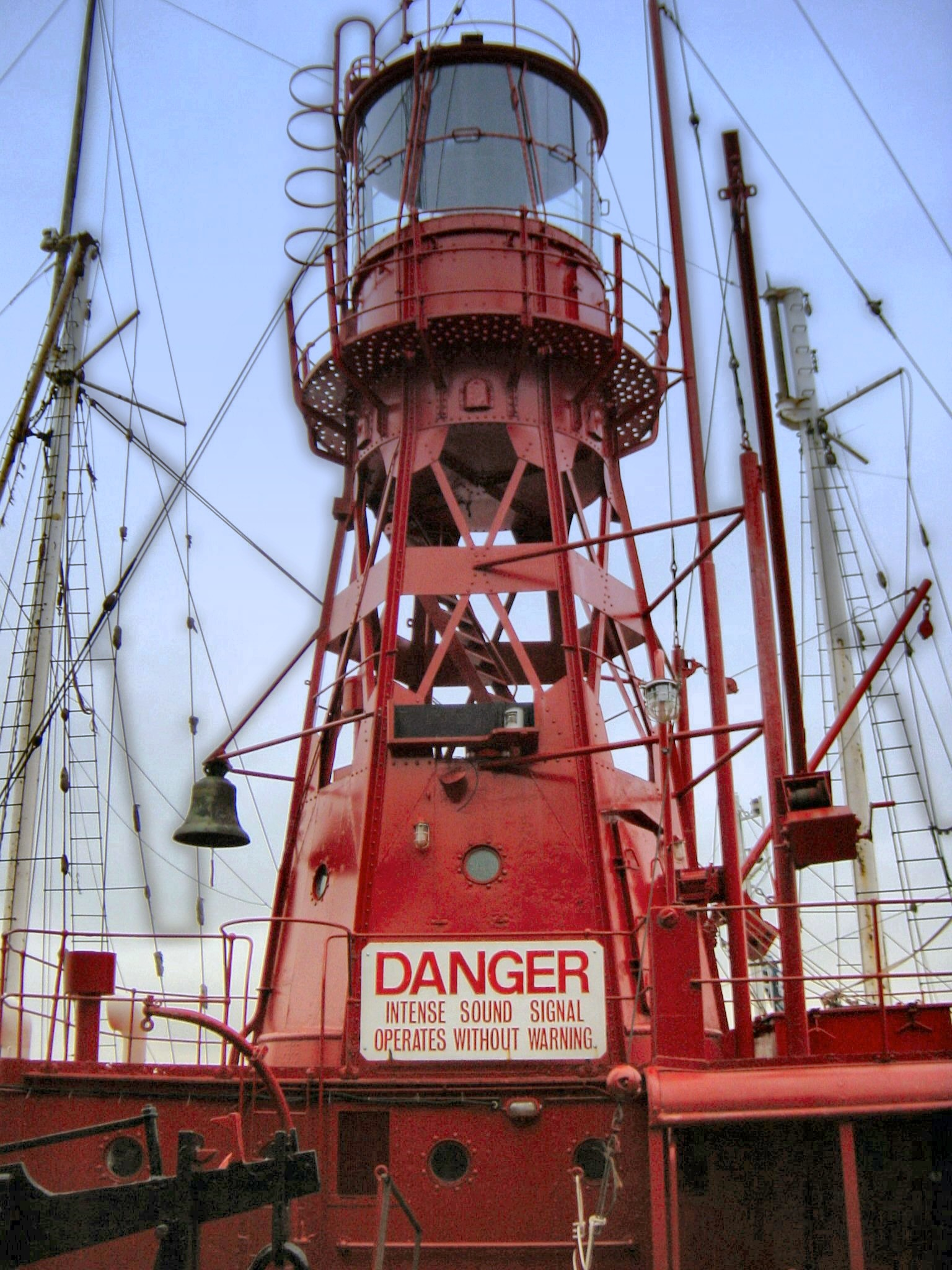
Waarschuwing voor het geluidsniveau van een misthoorn op een voormalig lichtschip in Amsterdam (2008)